# Andreas Borgman
Andreas Borgman, född 18 juni 1995 i Stockholm, är en svensk ishockeyback som spelar för Fribourg i National League.
Han har tidigare spelat på NHL-nivå för Toronto Maple Leafs och Tampa Bay Lightning och på lägre nivåer för San Antonio Rampage, Toronto Marlies, Syracuse Crunch och Texas Stars  i AHL samt Ässät i Liiga och HV71 i SHL.